# Cybianthus timanae
Cybianthus timanae är en viveväxtart som beskrevs av J. J. Pipoly. Cybianthus timanae ingår i släktet Cybianthus, och familjen viveväxter. Inga underarter finns listade i Catalogue of Life.